# 1844 w polityce

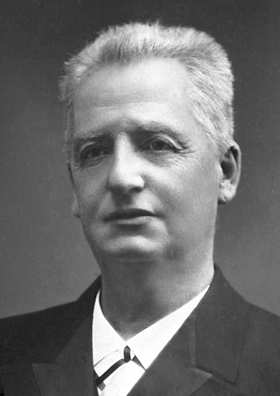
Klas Pontus Arnoldson

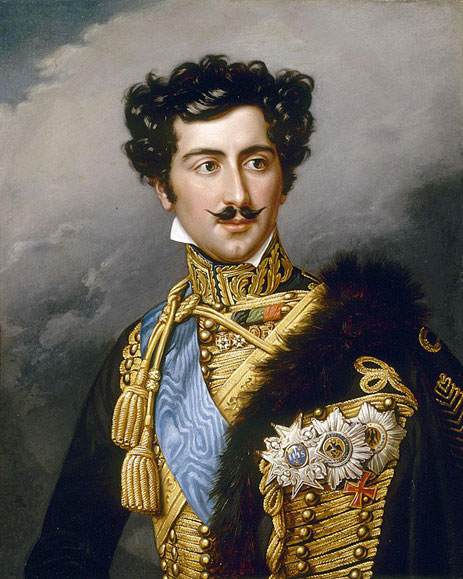
Oskar I, król Szwecji

Wydarzenia polityczne w 1844 roku.

## Wydarzenia
- Oskar I został królem Szwecji[1].

## Urodzili się
- Klas Pontus Arnoldson, szwedzki pacyfista, laureat pokojowej Nagrody Nobla za 1908[2].